# قضاء السليمانية
قضاء السليمانية هي إحدى مناطق محافظة السليمانية في العراق. مدينتها الرئيسية هي السليمانية، عاصمة المحافظة.